# Schloss Bracht

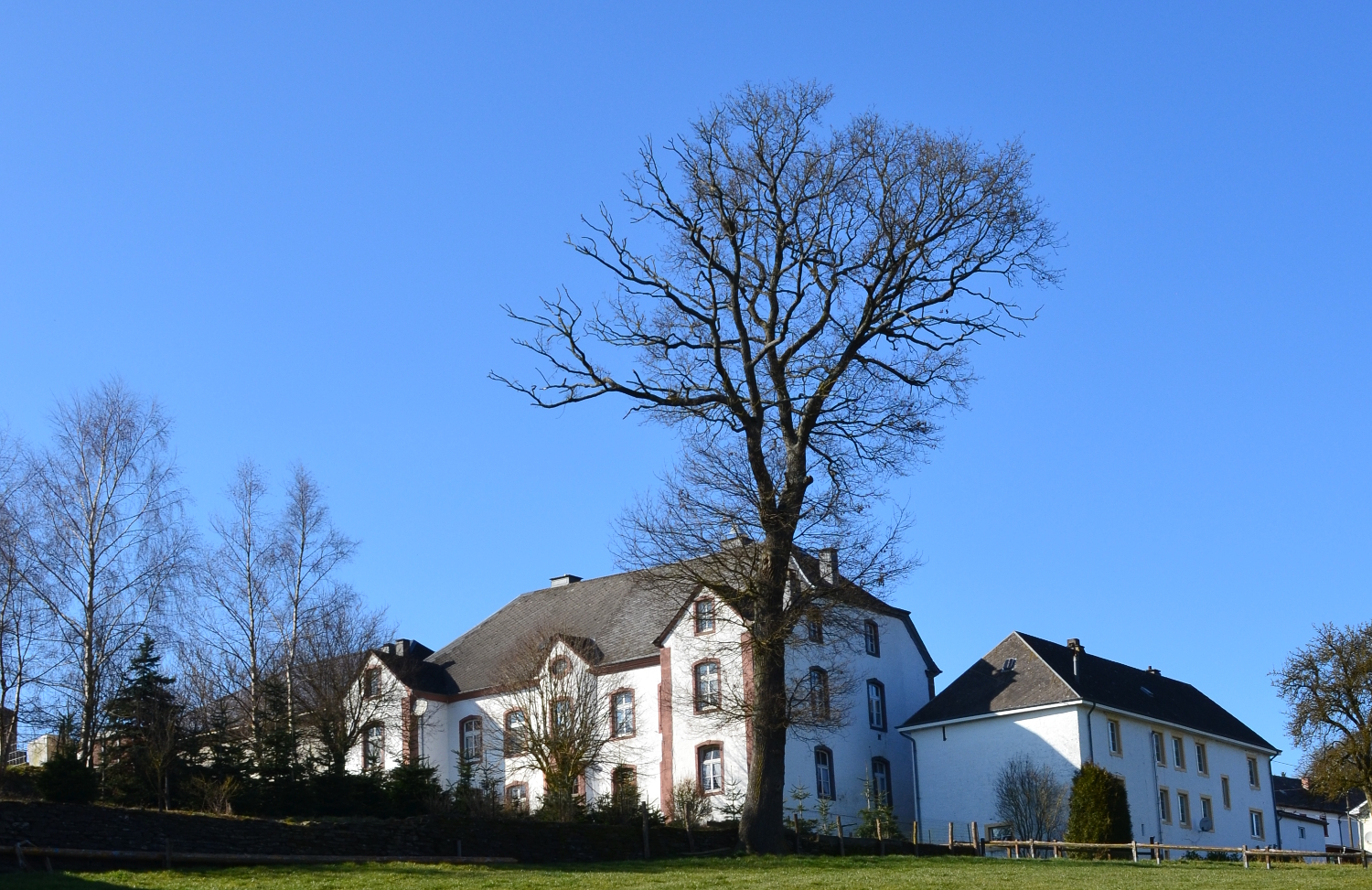
Schloss Bracht

Schloss Bracht ist ein Schloss in der belgischen Ortschaft Bracht.

## Geschichte
Das Brachter Schloss liegt inmitten der Ortschaft und wurde von 1782 bis 1785 im Auftrag von Georg Friedrich August Ferrand von Montigny (1705–1790) errichtet, dessen Grabstein in der Kapelle St. Hubertus in Weweler zu finden ist. Im 19. Jahrhundert verließ die Familie von Montigny die Eifel und gab das Schloss auf. Es ging anschließend in den Besitz des Großvaters des heutigen Besitzers Hilar Kaut über. Das Wappen der Familie von Montigny, auf dem Schwerter und ein springender Löwe zu sehen sind, ist noch immer an der Rückseite des Gebäudes zu finden. Das Schloss war in den 1970er Jahren Drehort des Films Winterspelt von Regisseur Eberhard Fechner nach dem Roman von Alfred Andersch.

## Beschreibung
Das Schloss besteht als regelmäßige, bescheidene, dreiflügelige Anlage aus Wirtschaftsgebäuden und einem Herrenhaus. Das Herrenhaus verfügt zur Hofseite hin über eine große Freitreppe, vor der im Bodenpflaster die Jahreszahl 1884 zu sehen ist. Auf einer Kaminplatte aus Gusseisen ist neben dem Wappen der Familie von Montigny die Jahreszahl 1780 zu erkennen. In der Mittelachse des Obergeschosses befindet sich die Hauskapelle mit Pilasterdekoration und Stuckdecke.

## Persönlichkeiten
- Franz Ludwig Eugen Freiherr von Montigny (1791–1868), 1841 bis 1853 Landrat des Kreis Malmedy